# Bodenseeufer auf Gemarkung Markelfingen
Das Gebiet Bodenseeufer auf Gemarkung Markelfingen war ein mit Verordnung vom 10. September 1982 ausgewiesenes Naturschutzgebiet (NSG-Nummer 3.120) im Gebiet der baden-württembergischen Stadt Radolfzell am Bodensee im Landkreis Konstanz in Deutschland. Es wurde im Jahr 2023 durch die Verordnung über das Naturschutzgebiet Markelfinger Winkel und westlicher Gnadensee aufgehoben.

## Lage
Das rund 26 Hektar große, zweigeteilte Naturschutzgebiet Bodenseeufer auf Gemarkung Markelfingen gehörte naturräumlich zum Hegau bzw. Bodenseebecken. Es lag am Markelfinger Winkel beim Radolfzeller Stadtteil Markelfingen, auf einer Höhe von 395 bis 400 m ü. NHN, südlich der Bahnlinie Radolfzell–Konstanz, nordwestlich und südöstlich der Mündung des Mühlenbachs.

## Schutzzweck
Wesentlicher Schutzzweck war die Erhaltung des Bodenseeufers als Lebensraum zahlreicher, zum Teil vom Rückgang oder Aussterben bedrohter Pflanzen- und Tierarten sowie als Landschaft von besonderer Eigenart und Schönheit.

## Fauna und Flora

### Fauna
Folgende, seltene und teils vom Aussterben bedrohte Tierarten (Auswahl) wurden im Naturschutzgebiet beschrieben:
- Insekten

Geradflügler: Sumpfschrecke (Stethophyma grossum)
Libellen: Sibirische Winterlibelle (Sympecma paedisca)
Schmetterlinge: Dunkler Wiesenknopf-Ameisen-Bläuling (Phengaris nausithous) und Heller Wiesenknopf-Ameisen-Bläuling (Phengaris teleius)
- Vögel

Entenvögel: Kolbenente (Netta rufina), Löffelente (Spatula clypeata), Schnatterente (Mareca strepera) und Tafelente (Aythya ferina)
Sperlingsvögel: Drosselrohrsänger (Acrocephalus arundinaceus) und Teichrohrsänger (Acrocephalus scirpaceus)
Stelzen und Pieper: Wiesenschafstelze (Motacilla flava flava)

### Flora
- Enzianartige

 Lungen-Enzian (Gentiana pneumonanthe) und Schlauch-Enzian (Gentiana utriculosa)
- Geißblattgewächse

Gewöhnlicher Teufelsabbiss (Succisa pratensis)
- Orchideen

Fleischfarbenes Knabenkraut (Dactylorhiza incarnata) und Kleines Knabenkraut (Anacamptis morio)